# 안성 봉업사지 석조여래입상
안성 봉업사지 석조여래입상(安城 奉業寺址 石造如來立像)은 대한민국 경기도 안성시 죽산면, 칠장사에 있는 고려시대의 불상이다.
1989년 4월 15일 대한민국의 보물 제983호 안성봉업사석불입상(安城奉業寺石佛立像)으로 지정되었다가, 2010년 8월 25일 현재의 명칭으로 변경되었다.

## 개요
원래 봉업사지에 있었던 것을 죽산중학교로 옮기고 그 뒤 다시 선덕여왕 5년(636년)에 자장율사가 세운 경기도 안성의 칠장사(七長寺)로 옮겼다.
불상과 광배(光背)가 같은 돌로 만들어졌으며 불상 높이는 1.57m이고 총 높이는 1.98m이다. 눈·코·입은 심하게 닳았고, 옷은 양 어깨를 감싸 입고 있다. 옷주름은 여러 겹의 둥근 모양을 이루며 자연스럽게 흐르고 있으며, 그 아래에는 치마가 양다리 사이에서 지그재그 모양을 이루고 있다. 전체적인 신체표현에 있어서는 손이 다소 큰 편이기는 하나 머리, 어깨 너비 등의 신체비례가 비교적 좋다. 불상의 뒷면에는 몸 전체에서 나오는 빛을 상징하는 광배(光背)가 있는데 주위에 불꽃무늬를 새기고 있다.
당당한 어깨, 발달된 신체표현, U자형의 옷주름, 그 밖의 조각기법 등으로 미루어 이 불상은 고려 초기에 유행했던 이 지방 불상양식의 특징을 살필 수 있는 자료로 높이 평가된다.

## 같이 보기
- 칠장사

## 참고 자료
- 안성 봉업사지 석조여래입상 - 국가유산청 국가유산포털